# Antonius Höckelmann
Antonius Höckelmann (* 26. Mai 1937 in Oelde; † 17. Juni 2000 in Köln) war ein deutscher Künstler.

## Leben

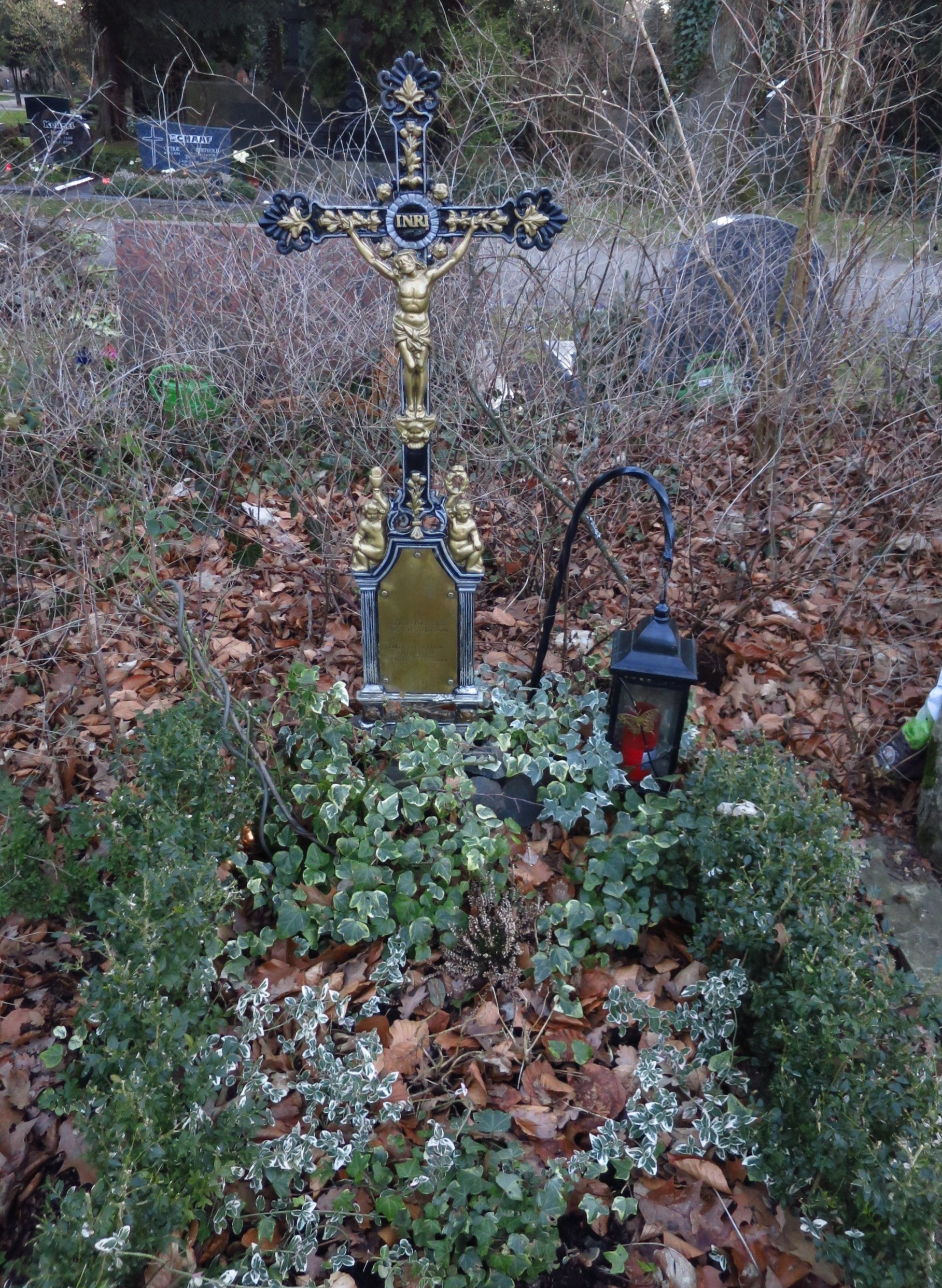
Grab Nordfriedhof Köln

Höckelmann bildete sich von 1951 bis 1957 in seiner Geburtsstadt zum Holzbildhauer aus und studierte von 1957 bis 1961 an der Hochschule für Bildende Künste in Berlin bei Karl Hartung. Sein erster Galerist war der Kunsthändler Michael Werner, betreut wurde er ebenfalls durch die Galerie Zellermayer.
Er war später auch bei verschiedenen anderen Galerien vertreten, wie bei Galerie Elke und Werner Zimmer, in Düsseldorf, Galerie Fred Jahn, München, De Weer Art Galerie, Outigem/Belgien oder bei der Galerie Claude Samuel, Paris.
1970 siedelte er nach Köln über und hatte einen Studienaufenthalt im Bahnhof Rolandseck bei Bonn. 1977 nahm er an der documenta 6, 1982 an der documenta 7 in Kassel, 1984 an der Ausstellung Von hier aus – Zwei Monate neue deutsche Kunst in Düsseldorf teil.
Viele seine Werke verbinden Plastik und Malerei. Holzskulpturen und auch Plastiken aus anderen Materialien (Bronze, Silberfolie, Stroh) wurden vollständig bemalt.
Höckelmann starb 2000 im Alter von 63 Jahren und wurde auf dem Kölner Nordfriedhof (Flur 22 Nr. 185) beigesetzt.

## Auszeichnungen
- 1983: Kunstpreis der Böttcherstraße in Bremen

## Ausstellungen (Auswahl)
- 1966: Galerie Michael Werner, Berlin
- 1972: Galerie im Goethe-Institut, Amsterdam
- 1972: Kunsthalle Baden-Baden: 14x14
- 1973: documenta 6
- 1975: Städt. Museum Schloss Morsbroich, Leverkusen
- 1984: Museum Abtei Liesborn
- 1984: Kunsthalle Düsseldorf
- 1985: Kunstverein für die Rheinlande und Westfalen, Düsseldorf (Kat.)
- 1986: Kunstverein Hamburg
- 1987: Galerie Zimmer, Düsseldorf
- 1989: Stadt. Galerie Albstadt (Kat.)
- 1992: Kölnischer Kunstverein, Köln
- 1993: Rheinisches Landesmuseum, Bonn
- 1997: Deweer Art Gallery, Otegem/Belgien
- 1999: Nolan/Eckmann Gallery, New York
- 2000: Galerie Michael Werner, Köln
- 2002: Gustav-Lübke Museum, Hamm
- 2002: Museum Beckum
- 2020: Arp Museum Bahnhof Rolandseck, Remagen-Rolandseck